# Penny Jordan
Penny Halsall (* 24. November 1946; † 31. Dezember 2011, gebürtig Penelope Jones, bekannt unter ihrem Pseudonym Penny Jordan) war eine britische Bestsellerautorin von Frauenromanen.
Sie schrieb über 200 Liebesgeschichten. Ihre Bücher wurden insgesamt in 25 Sprachen übersetzt und verkauften sich in 100 Millionen Exemplaren.
Sie begann unter dem Namen Caroline Courtney mit dem Schreiben von Regency-Liebesromanen, unter dem Namen Penny Jordan schrieb sie Gegenwartsromane. Des Weiteren schrieb sie unter dem Geburtsnamen ihrer Mutter, Annie Groves, historische Liebesromane. Weitere Pseudonyme waren Melinda Wright und Lydia Hitchcock.

## Privatleben
Geboren wurde Penelope Jones am 24. November 1946 in Preston, als viertes Kind ihrer Eltern. Seit ihrer Kindheit war sie eine begeisterte Leserin. Ihre Lieblingsautoren waren Jane Austen, Dorothy Dunnett, Catherine Cookson, Georgette Heyer, Charles Dickens, die Stücke William Shakespeares sowie die Bibel.
Über 14 Jahre arbeitete sie als Stenotypistin in Manchester.
Verheiratet war sie mit Steve Halsall, der 2002 starb. Jordan arbeitete in einem Tudor-Haus in der westenglischen Kleinstadt Nantwich. Sie verstarb am 31. Dezember 2011 an Krebs.

## Autorenlaufbahn
Nachdem sie die ersten Jahre nur für sich selbst Geschichten erdacht und geschrieben hatte, begann ihre Karriere, als ihr Ehemann ihr eine alte elektrische Schreibmaschine kaufte. Im März 1979 veröffentlichte sie ihren ersten Roman als Caroline Courtney, Duchess in Disguise, in Deutschland als Lucinda, die Herzogin in der Maske, erschienen. Bis 1986 veröffentlichte sie unter diesem Namen 25 Regency-Romanzen, die auch in Deutschland veröffentlicht wurden. 1981 erschien in England ihr erster zeitgenössischer Liebesroman als Penny Jordan. Seit 2003 schrieb sie wieder historische Romane als Annie Groves.
In Deutschland waren ihre Romane sehr beliebt.
Seit den 1980er Jahren erschienen ihre Caroline-Courtney-Liebsromane als Taschenbücher bei Heyne Verlag, Bastei-Lübbe Verlag und Goldmann Verlag. Die Penny-Jordan-Romane erscheinen beim Cora Verlag.
Zwischen 1985 und 1988 wurden sechs Titel von Leonora Blythe, Pseudonym von Leonora Burton, (Lady Tara, Felicia, Sally, Miranda, Caroline, Helene) unter dem Namen Caroline Courtney bei Heyne und Bastei Lübbe veröffentlicht.
2011 erhielt sie vom britischen Autorenverband Romantic Novelists’ Association eine Auszeichnung für ihr Lebenswerk.

## Werke (Auswahl)
Als Penny Jordan
- Was du auch verlangst. 1. Auflage. Cora-Verlag, Berlin 1988 (englisch: Stronger than yearning. Übersetzt von Susi-Maria Roediger).
- Geld, Macht und Liebe. 1. Auflage. Ullstein Verlag, Berlin 1997, ISBN 3-548-24015-1.
- Von Liebe, Ehre und Betrug. 1. Auflage. Cora-Verlag, Berlin 2003, ISBN 3-89941-070-X (englisch: To love, honor and betray. Übersetzt von Emma Luxx).
- Umarmungen. 1. Auflage. Cora-Verlag, Hamburg 2003, ISBN 3-89941-053-X.
- Ein Hauch von Seide. 1. Auflage. Goldmann Verlag, München 2011, ISBN 978-3-442-47170-6.
- Das Flüstern der Seide. 1. Auflage. Goldmann Verlag, München 2012, ISBN 978-3-442-47171-3.
- Liebesträume aus 1001 Nacht. 1. Auflage. Harlequin Enterprises Verlag, 2012, ISBN 978-3-89941-977-1.

Als Caroline Courtney
- Lucinda: geheimnisvolle Liebe. 1. Auflage. Goldmann Verlag, München 1980, ISBN 3-442-03965-7 (englisch: Love unmasked. Übersetzt von Leni Sobez).
- Jeanette - die Liebe einer Nacht. 7. Auflage. Heyne Verlag, München 1993, ISBN 3-453-01781-1.
- Marilyn: die schöne Lady und der Lord. 8. Auflage. Lübbe Verlag, Bergisch Gladbach 1996, ISBN 3-404-10127-8.